# Vlammenwerper
Een vlammenwerper is een, meestal draagbaar, wapen dat een brandbare vloeistof onder hoge druk wegspuit uit een sproeiopening waarbij de vloeistof ontstoken wordt.

## Geschiedenis

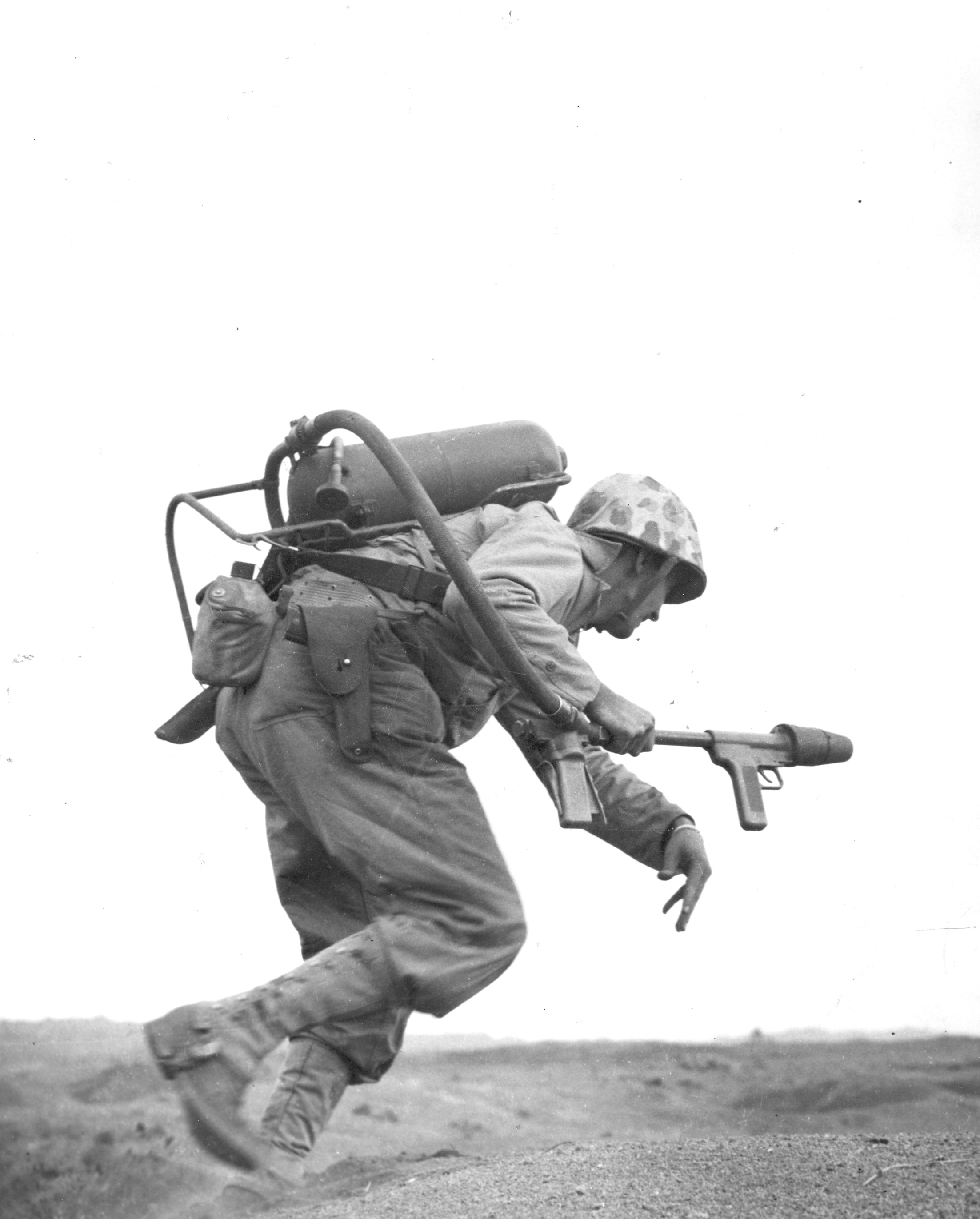
Marinier met een M2-vlammenwerper bij de slag om Iwo Jima (februari 1945).

Als een vroege voorloper kan het Grieks vuur beschouwd worden dat de Byzantijnen gebruikten. De moderne vlammenwerper werd in 1907 door de Pruisische brandweercommandant Bernhard Reddemann in de Vesting Poznań uit een brandspuit vervaardigd. Zijn voornaamste ontdekking was de samenstelling van het brandbare mengsel. Een andere Duitser, Richard Fiedler, deed gelijktijdig elders in Duitsland dezelfde ontdekking. Hij werd voor het eerst op grotere schaal gebruikt tijdens de Eerste Wereldoorlog. Het Duitse leger introduceerde het wapen in 1915 aan het westelijk front. De geallieerden brachten al snel hun eigen versies op het slagveld.

## Gebruik

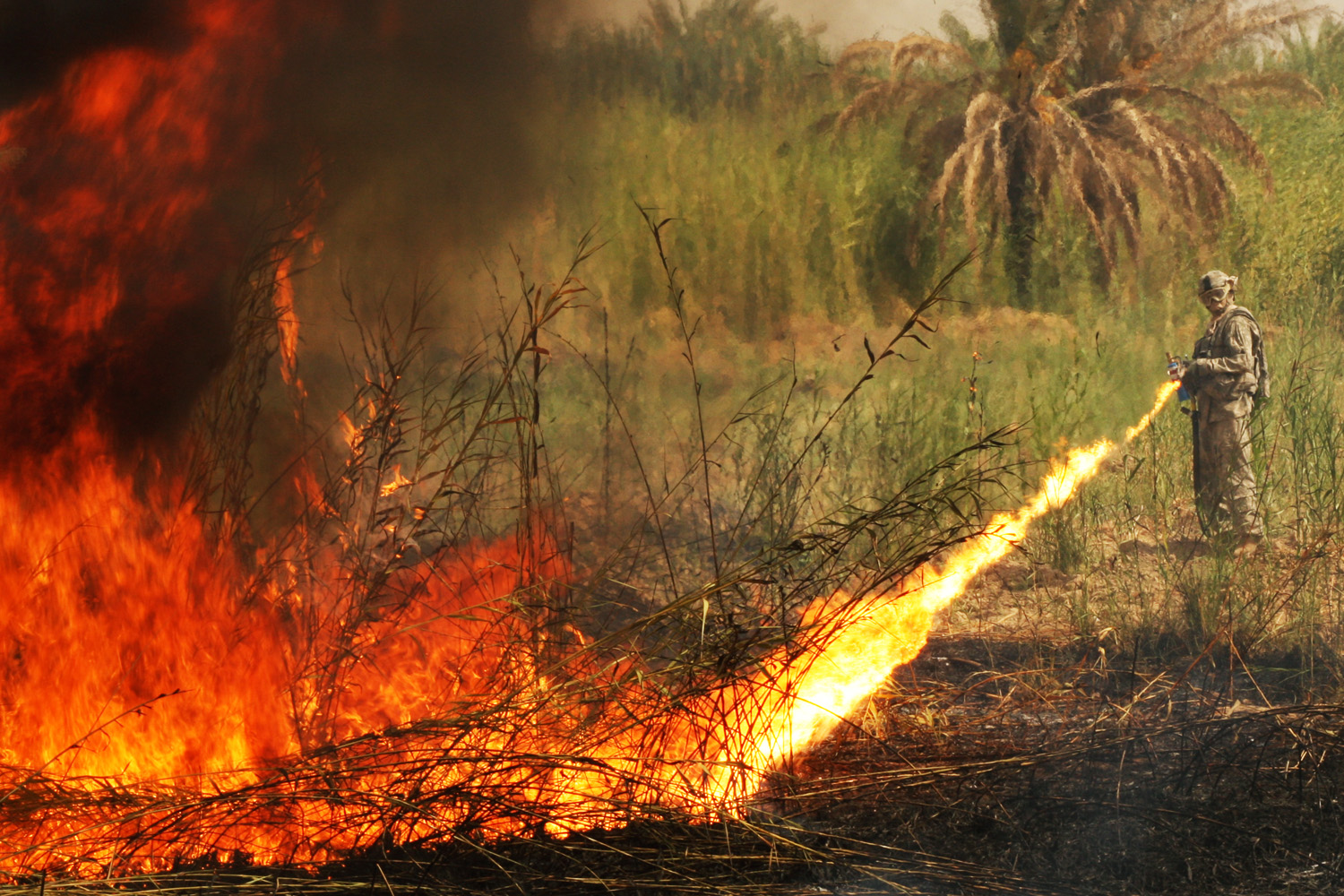
Vlammenwerper, gebruikt door de Amerikanen in Irak in 2008

Meestal wordt de vlammenwerper gebruikt bij het innemen van versterkte stellingen als bunkers, loopgraven en mitrailleursnesten. De vlammenwerper is behalve gevaarlijk voor de tegenstander ook gevaarlijk voor de drager. Een treffer met eenvoudige infanteriemunitie in de brandstoftank kan het apparaat doen ontploffen. Bovendien zal de drager vaak zijn beschutte positie moeten verlaten om het doel dicht genoeg te naderen om effectief te zijn.